# Jacques Barrelier

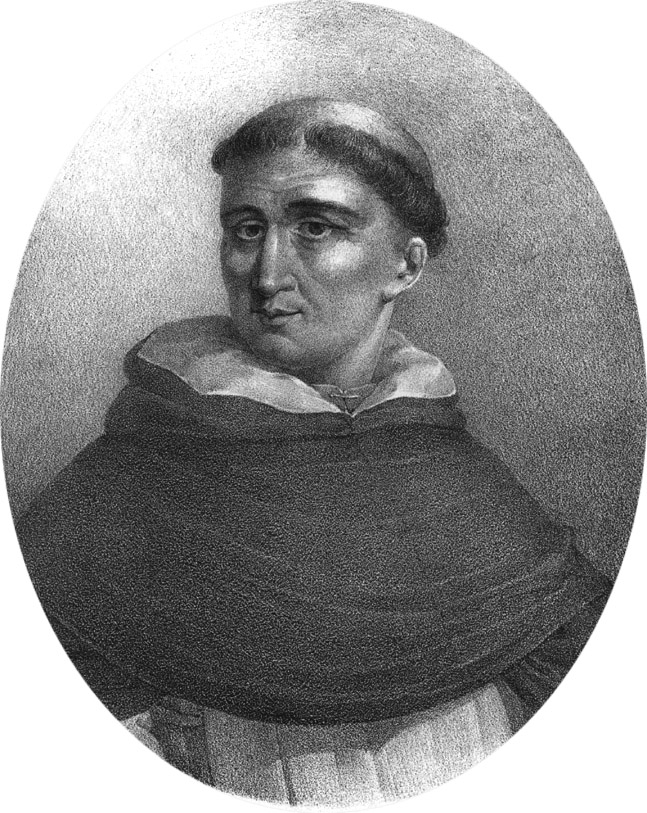
Jacques Barrelier.

Jacques Barrelier  (Paris, 1606 – Paris, 17 de setembro de 1673) foi um  dominicano, médico e biólogo francês.

## Biografia
Formou-se em medicina em  1634  antes de entrar na Ordem dos Pregadores. Dedicou seu tempo livre ao estudo da botânica e visitando outros lugares como  Provença,  Languedoc, Espanha e Itália, estudando a flora destas regiões. Residiu durante vinte e três anos em Roma onde criou um jardim botânico.  Foi durante esta estadia que trabalhou na produção de seu livro , Hortus Mundi ou Orbis botanicus, onde descreveu as espécies colhidas durante as suas viagens.  Fez gravar sobre cobre as  numerosas ilustrações destinadas a figurar no seu livro.  Retornou à Paris em  1672 , onde morreu de uma crise de asma antes de terminar  seu projeto.  Um incêndio destruiu todas as suas anotações, sobrevivendo apenas suas placas de ilustrações.  Foi  Antoine de Jussieu (1686-1758) que assegurou a publicação deste trabalho sob os títulos de Icones Plantarum per Galliam, Hispaniam ( 324 tábuas de ilustrações) e Italiam observatæ ( 1.392 tábuas de ilustrações) , onde foram descritas uma centena de espécies novas. Várias destas espécies  foram-lhe dedicadas.

## Publicações
- Plantæ per Galliam, Hispaniam et Italiam observatæ, Iconibus Æneis exhibitæ...Opus Postumum, Editum. Cura et Studio Antonii de Jussieu. Medici. Paris, Stéphane Ganeau, 1714.